# Enkespringabe
Enkespringaben (Callicebus torquatus) er en art i slægten springaber blandt den nye verdens aber (vestaber). Den er på dansk også blevet kaldt hvidhåndet springabe, men har dog ikke altid hvid pels på hænderne.
Det er en primat med en kropslængde på omkring 40 cm og en vægt på cirka 1 kg. Pelsen er mørkt rødbrun med hvidlig eller orange strube og hænder der kan være lyse eller mørke. Den lever i tropisk regnskov i det nordvestlige Sydamerika.